# Bogusław Ernest Denhoff
Bogusław Ernest Denhoff (zm. 24 marca 1734) – podkomorzy wielki litewski 1702, generał lejtnant wojsk koronnych 1705, generał artylerii litewskiej 1710–1725, pułkownik-komendant Regimentu Piechoty królewicza w latach 1717–1734, starosta sokolnicki.
Wnuk Ernesta Magnusa.
Był członkiem konfederacji sandomierskiej 1704 roku. Jako deputat konfederacji sandomierskiej był uczestnikiem Walnej Rady Warszawskiej 1710 roku.
Żona Bogusława Ernesta, Marianna z Bielińskich Denhoffowa, była metresą Augusta II Mocnego. Dzięki swym koneksjom w Watykanie wyjednała zgodę papieża Klemensa XI na rozwód z Denhoffem i wyjechała z królem do Drezna.